# Улуг-Зода, Сатым
Сатым Улуг-Зода (тадж. Сотим Улуғзода, 11 сентября 1911 — 25 июня 1997) — таджикский советский писатель. С 1951 года член-корреспондент АН Таджикской ССР.

## Биография
Родился 11 сентября 1911 года в крестьянской семье в кишлаке Варзык (ныне — Наманганская область Узбекистана).
Образование получил в Ташкенте, где в 1929 году окончил Таджикский институт просвещения. Участвовал в Великой Отечественной войне. В 1944—1946 годах возглавлял Союз писателей Таджикской ССР.
Скончался 25 июня 1997, похоронен на кладбище «Лучоб» в Душанбе.

## Творчество
Первые небольшие произведения Улуг-Зода были опубликованы в 1930 году. В конце 1930-х годов основным направлением его творчества стала драматургия. В 1939 году вышла его пьеса о хлопкоробах «Шодмон», а в 1940 героическая драма о борьбе с басмачеством «Краснопалочники» (Калтакдорони сурх). Тема Великой Отечественной войны нашла отражение в драме «В огне» (Дар оташ). В 1947 году увидела свет драма Улуг-Зода «Благородные друзья» (Ёрони боҳиммат, в русском переводе — «Возвращение»). За ней последовали комедия «Искатели» (Ҷӯяндагон), автобиографическая повесть «Утро нашей жизни» (Субҳи ҷавонии мо) и роман «Обновленная земля» (Диёри Навобод). В 1967 году Улуг-Зода написал исторический роман «Восе» о восстании таджикских крестьян против бухарских чиновников. Ещё одним историческим романом Улуг-Зода стал «Фирдоуси» (Фирдавсӣ), вышедший в 1980 году.
Улуг-Зода также известен сценарием к фильму «Авиценна» (Ташкентская киностудия, 1956 год) и драмой «Рудаки», по которой в 1959 году был поставлен фильм «Судьба поэта», получивший в 1960 году первую премию и медаль «Золотой Орёл» на втором кинофестивале стран Азии и Африки в Каире.
Улуг-Зода перевёл на таджикский язык «Что делать?» В. И. Ленина, «Слугу двух господ» К. Гольдони, «Овод» Э. Войнич, а также ряд произведений М. Горького, А. Н. Островского и А. П. Чехова.
Имя Сатыма Улуг-Зода носит Таджикский государственный институт языков.